# Marching For Liberty
A Marching For Liberty a magyar Wisdom zenekar harmadik nagylemeze, mely 2013. szeptember 27-én jelent meg világszerte a Noise Art Records gondozásában. Magyarországon egy héttel később adta ki a Nail Records.

## Története

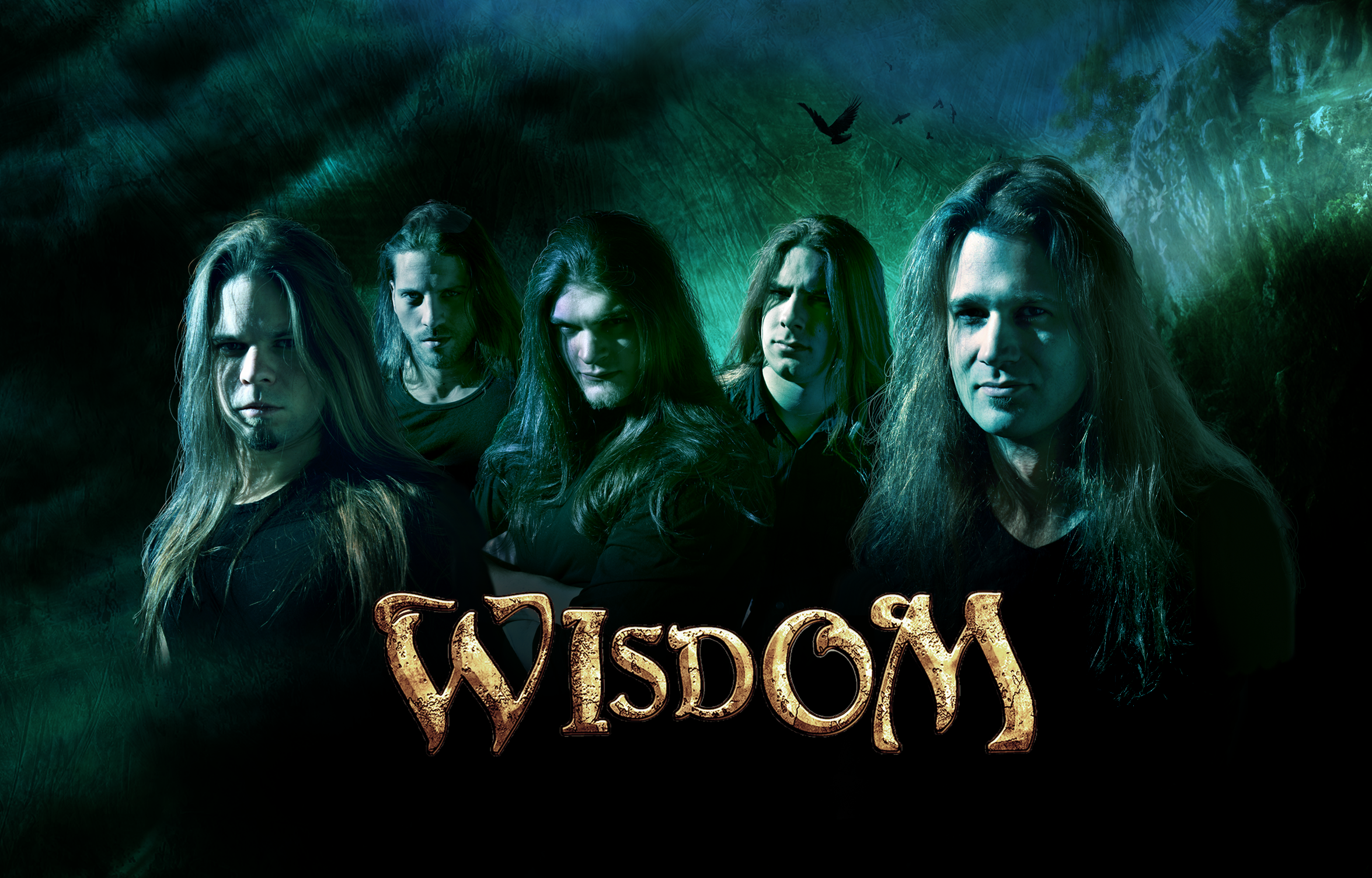
Wisdom felállás 2013

A Judas lemez hazai megjelenése után több nemzetközi kiadó is érdeklődött a zenekar iránt, ezek közül az osztrák Noise Art Records-szal és a német AFM Records-szal kezdődtek komolyabb tárgyalások. Végül 2012 januárjában szerződtek le a Noise Art Records-hoz, mely szorosan együttműködött a világ egyik legnagyobb koncertszervező irodájával, a Rock The Nation-nel. Mindez azt eredményezte, hogy 2012 szeptemberétől egy több hónapon át tartó európai turnéra küldték a zenekart, melyet Galambos Zsolt már nem tudott vállalni. Helyére Bodor Máté került, az ő játéka hallható a Marching For Liberty albumon is.
A lemez dalai egytől egyig új ötletekből születtek, tehát egyetlen régebbi vázlat vagy téma sem lett felhasználva. Kovács Gábor az új számok nagy részét 2 hét alatt készítette el, míg korábban egy-egy dalhoz hetek, néha hónapok kellettek. Természetesen a részletek kidolgozása most is ugyanúgy rengeteg időt vett aztán igénybe.
Az eredetileg 2013 áprilisára tervezett megjelenés logisztikai okokból csaknem fél évet csúszott, így az album végül 2013. szeptember 27-én látott napvilágot világszerte a Noise Art Records gondozásában. Egy hétre rá követte a hazai megjelenés a Nail Records-nál.
Míg a Judas lemeznél az új énekes bemutatkozása miatt inkább a biztonságra törekedett a zenekar, a Marching For Liberty-nél már bátrabban nyúltak olyan eszközökhöz is, amiket eddig még nem használtak. A kórusokat például operaénekesekkel vették fel.

## Lemezcím és borító

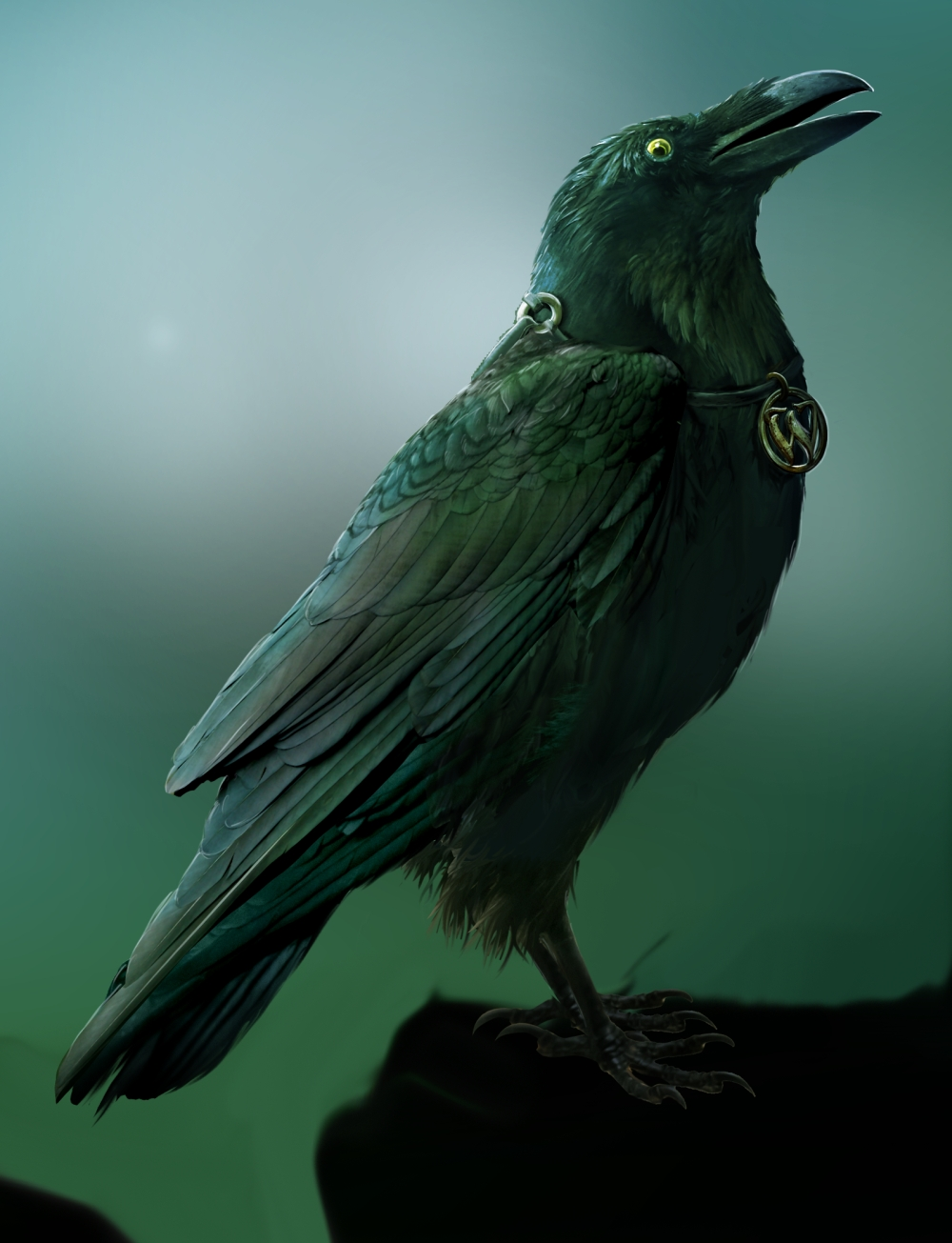
A holló, Wisdom medállal a nyakában

Wiseman története fordulópontra jutott, miután felülkerekedett Judas árulásán, és a történet szerint úgy érezte eljött az idő, hogy tanítványaival elinduljon felszabadítani a zsarnokságban élő embereket. Erre a szituációra utal az album címe, a Marching For Liberty.
Borítója már a negyedik volt, amit Havancsák Gyula a zenekar számára készített. Több díjat is nyert vele, például a Hangsúly Metal Awards díját, ahol újságírók szavazatai döntöttek a győztes műről. A frontoldalon Wiseman és a tanítványai láthatók, ahogy a gonosz hatalom által uralt város felé tartanak, amely a kép távoli részén rajzolódik ki, lenn a folyó melletti völgyben. A sziklaszirten épp egy holló szállt Wiseman karjára, Wisdom logós medállal a nyakában. A holló a magyar mitológiában és történelemben a jó hír és a remény vivője. A borító hátoldalán az a pillanat van megörökítve, amikor a holló elszáll Wiseman karjáról. A lemez mondanivalóját összefoglaló idézet a "World Of The Free" című dalból származik. Az idézet így szól: 

"No words can say what we feel

We bring the change, have no fear

We are the ones who will fight

For a brave new world of the free."

## Wiseman története (Marching For Liberty)
"Judas szörnyű tettének beteljesítésre készült, amikor Wiseman váratlanul megfordult és pillantásuk összeforrt. Az öreg nyugodt, mérhetetlen bölcsességet árasztó tekintete olyan erővel mart az áruló lelkébe, hogy az képtelen volt véghezvinni alattomos tervét. Abban a pillanatban rádöbbent, hogy milyen mélyre is süllyedt és mennyire távol került attól, amiért valamikor még oly kitartóan és büszkén harcolt. Attól a naptól kezdve kínzó lelkiismerete és újonnan visszanyert hite arra késztette, hogy még erősebben és most már töretlen hűséggel szolgálja a bölcsesség útját, nem engedve többé semmilyen hamis csábításnak.
Mindeközben káosz és zűrzavar uralkodott mindenütt, a zsarnokok egyre durvább eszközökkel próbálták uralmuk alatt tartani a lázongó népet. A hatalom zsoldosai kíméletlenül csaptak le azokra, akik a tudás körét keresték. Wiseman úgy érezte, hogy eljött az idő, melyre oly régóta vártak. Hű tanítványai élén útra kelt, a szívekben újra felgyúlt a remény, ahogy elindult a Menetelés A Szabadságért..."

## Dalok

### "World Of The Free"
"No words can say what we feel

We bring the change, have no fear

We are the ones who will fight

For a brave new world of the free."

/WISDOM/
A "World Of The Free" a lemez intrójaként funkcionál, de annál egy kicsit több. Szövegének első fele eredetileg nem is ide íródott, hanem a címadó tétel, a "Marching For Liberty" latin versszakának helyére, amikor a fordítás még nem volt kész. Miután ez elkészült, feleslegessé vált az eredeti szövegrészlet, de később az intróhoz fel lett használva. Annyira jól összefoglalja a lemez mondanivalóját, hogy végül ez lett az album idézete is. A harmadik nagylemez megjelenése óta ennek egy bővített verziójával indul minden Wisdom koncert.

### "Dust Of The Sun"
"Man has been lent to life, not given."
/PUBILIUS SYRUS/
A Marching For Liberty lemez olyan szempontból is úttörő a zenekar életében, hogy már többen belefolytak a dalok készítésébe, nem Kovács Gábor és Molnár Máté írt mindent, ahogy ez az eddigi albumok során történt. A lendületes "Dust Of The Sun" alapja mind zeneileg, mind szövegileg Ágota Balázstól származik, majd végül közösen dolgozták ki az ötleteket. Balázsnak ez volt az első próbálkozása ilyen téren a Wisdomban, és tökéletesen ráérzett csapat irányvonalára. Szövegileg egy kicsit új színt is hozott a lét sajátos értelmezésével.

### "War Of Angels"
"We are twice armed if we fight with faith."
/PLATO/
A "War Of Angels" is egy új arcát mutatja a zenekarnak, úgy, hogy a végeredmény mégis száz százalékig "wisdomos". Valamivel riffelősebb, groovosabb a megszokottnál, viszont ezt nagyszerűen ellensúlyozzák a monumentális kórusok. A lemez legnépszerűbb slágere lett, koncertekről kihagyhatatlan, általában a nyitó nóta. A bukott angyalok harca a témája, a mondanivalója azonban bármelyik korra, és bárkire átültethető. Arról az emberről szól, aki nem megfutamodik, hanem kiáll az igazáért, még akkor is, ha ezáltal pusztulásra van ítélve.

### "Failure Of Nature"
"Don't judge too strictly the defaults and weak points of other people – remember you have your own ones."
/TATIUS/
A "Failure Of Nature" az eddigi leglassabb Wisdom szerzemény. A főriff súlya és a dal lomhasága drámai kicsengésű hangulatot áraszt magából, és a szövege is egy nagyon mély téma köré épül. A Szépség és a Szörnyeteg, valamint a Frankenstein ihlette sorok egy rút külsővel büntetett emberről szólnak, akinek kinézete miatt senki nem kíváncsi már a belső énjére, holott lehet, hogy komoly értékek rejtőznek benne. Ez a torz külsejű ember belefáradt a hiábavaló küzdelembe, és úgy dönt, elmenekül, hátha máshol megértésre talál. Rendkívül vontatott tempója miatt viszonylag ritkán kerül elő koncerteken.

### "The Martyr"
"The tyrant dies and his rule ends, the martyr dies and his rule begins."
/SOREN AABYE KIERKEGAARD/
A "The Martyr" egy sodró lendületű nóta, mely Wiseman életének egy újabb fázisáról szól. E szerint az arra kiválasztottak folyamatosan keresik a tudás körét a titkos erdő mélyén, azonban egyesek nem elég szerencsések, és lecsap rájuk a hatalom gyilkos keze. Ők mártírként halnak meg, az igaz ügyért való harcuk közepette. Ugyan a lemezhez tartozó Wiseman történetben ez a rész nem szerepel, de az ilyen mellékes epizódok ugyanúgy Wiseman életéhez tartoznak.

### "God Rest Your Soul"
"For those in misery perhaps better things will follow."
/VIRGIL/
A "God Rest Your Soul" a második legtöbbet játszott dal a lemezről a "War Of Angels" mellett a koncerteken. A dalszöveg egy ártatlan állatról szól, akit megöl a vadász, vagy egy emberről, akivel gyilkos golyó végez, lelke ezáltal örökre szabaddá lesz, és megtalálhatja nyugalmát a mennyországban.

### "Take Me To Neverland"
"So come with me, where dreams are born, and time is never planned, Just think happy things, and your heart will fly on wings, in never never land!"
/J. M. BARRIE/
A "Take Me To Neverland" a legkönnyebben emészthető dal a lemezen, mind zeneileg, mind témáját tekintve. Több mint egy évvel a lemez megjelenése előtt egy nagyszabású, teljesen animációs klip elkészítésébe vágtak, amely azonban nem készült el az album megjelenéséig. A rendező magyarázata szerint a kezdetekkor nem tudta megfelelően felmérni, hogy mennyire nagy munkát vállalt el, ráadásul nem egy csapat dolgozott a videón, hanem egyedül ő maga. Ettől függetlenül a promóciós időszakban így is a "Take Me To Neverland" lett felhasználva, ezért a megjelenés tájékán ez volt a legismertebb dal az új lemezről, és a mai napig is szerves része a koncerteknek.

### "Wake Up My Life"
"He who spends time regretting the past loses the present and risks the future."
/QUEVEDO/
2007 óta nem készült hasonló jellegű akusztikus szám, mint a "Wake Up My Life", pedig szövegileg ezekben lehet a nagyon mély, érzelemdús dolgokat a legjobban kifejezni. Bárki kerülhet olyan helyzetbe, hogy nem képes kikecmeregni az önmaga által ásott veremből, viszont segítséggel sikerülhetne neki. A lényeges kérdés a dalban van megfogalmazva; lesz-e olyan, aki hajlandó rászánni az idejét, hogy megmentsen egy haldokló lelket? Közhely ugyan, hogy mindig bajban derül ki, hogy ki is az igaz barát, de mindenképpen igaz. Miután megjelent a lemez, a "Wake Up My Life" a koncerteken is felváltotta a hosszú évek óta játszott "Unholy Ghost"-ot, illetve a nagyon ritkán előadott "All Alone"-t.

### "My Fairytale"
"My dreams were all my own; I accounted for them to nobody; they were my refuge when annoyed – my dearest pleasure when free."
/MARY WOLLSTONECRAFT SHELLEY/
A "My Fairytale" egy picit a folk metal irányába tágította a zenekar határait, de inkább csak hangulati szinten bukkannak fel ezek a hatások. Talán a legpozitívabb szerzemény az egész albumról, amely egy álomvilágban játszódik, ahol az élet csodálatos, olyan, mint egy Tündérmese. Apró furcsaság, hogy a mondanivalóját legjobban kifejező idézet Mary Shelley-től, a horrorisztikus Frankenstein írójától származik.

### "Have No Fear"
"I have told you, Man: strive on, and trust!"
/IMRE MADÁCH/
A "Have No Fear" Nagy Gábor ötleteiből készült, ezzel négyre nőtt azok száma, akik részt vettek a dalszerzésben a Marching For Liberty albumon. A dalszöveg a végtelen menetelések sivárságába kalauzolja a hallgatót, amikor a fagyos téli idő, "Tél tábornok" is kínozza a harcosokat. Nem adják fel, de egyre kilátástalanabb a helyzetük, ahogy sorra pusztulnak el. Ez lett az első olyan Wisdom dal, melyhez egy magyar írótól, Madách Imrétől, Az ember tragédiája szerzőjétől találták meg a tökéletes sort, ami röviden összefoglalja a "Have No Fear" mondanivalóját.

### "Live Like A Beast"
"Punishment is justice for the unjust."
/ST. AUGUSTINE/
A "Live Like A Beast" a Wisdom történelmének legdühösebb dala, ehhez mérten a szövege is hasonló hangvételű. Egy gonosztevő végnapjairól szól, amikor kegyetlen bűnei miatt már a legközelebbi hozzátartozók sem tekintik kívánatosnak, és mindenki azt akarja, hogy végleg tűnjön el a társadalomból. A Marching For Liberty lemez összességében gyorsabb és pörgősebb anyag lett a Judas-hoz képest. Ez a tétel is a kétlábgépes dalok sorát gyarapítja, de szerkezetileg azért belekerült pár nem tipikusnak mondható váltás. Csak nagyon sokára kezdték el élőben is játszani ezt a számot, de később állandó része lett a műsornak.

### "Marching For Liberty"
"Be convinced that to be happy means to be free and that to be free means to be brave."
/THUCYDIDES/
- Marching For LibertyRészlet a Marching For Liberty album címadó dalából

Nem tudod lejátszani a fájlt?
A címadó "Marching For Liberty" az eddigi leghosszabb Wisdom szerzemény, és itt érződik legjobban a klasszikus kórus ereje és epikussága. A dalban több a többszólamú rész, mint a főének. A zenekar nem használ sem aláfestő szintetizátort, sem nagyzenekart, ezért vokálokkal, kórusokkal, díszítő gitárokkal próbálják monumentálissá varázsolni a zenéjüket. Mint címadó tétel, témája Wiseman életének aktuális fejezete. E szerint nem sokkal azután, hogy Wiseman túlélte Judas árulását, elérkezettnek látta az időt, hogy követőivel elinduljon, és felszabadítsa a népet a gonosz uralmom alól. Vendégként szerepel a dalban Fabio Lione (Rhapsody Of Fire), aki egy bárd jellegű, fel-felbukkanó, lírikus mesélő szerepét tölti be, és ezzel kellő kontrasztot ad a nagy ívű, sűrű hangszerelésű részeknek. Összetettsége és hosszúsága miatt élőben a nehezen előadható dalok közé tartozik, de mivel az egyik leginkább közkedvelt nóta, így sokszor bekerül a repertoárba.

## Fogadtatás
A Judas lemez megjelenése, és a nemzetközi kiadóval való szerződés óta a zenekar rengeteget koncertezett, így folyamatosan növelte rajongóbázisát, de közben már készült az új album is, mely így kihasználva a felfokozott érdeklődést a zenekar iránt, pont időben érkezett. Mint az első teljes értékű lemez a NoiseArt kiadónál, széles körű nemzetközi terjesztést kapott, így a világ minden tájára eljutott.
A Marching For Liberty-ről mind a szakma, mind a közönség elismerően nyilatkozott. Magyarországon a lemez a Mahasz lista első helyén nyitott, illetve több médium az év legjobb albumai közé sorolta.

## Lemezbemutató koncert és turné

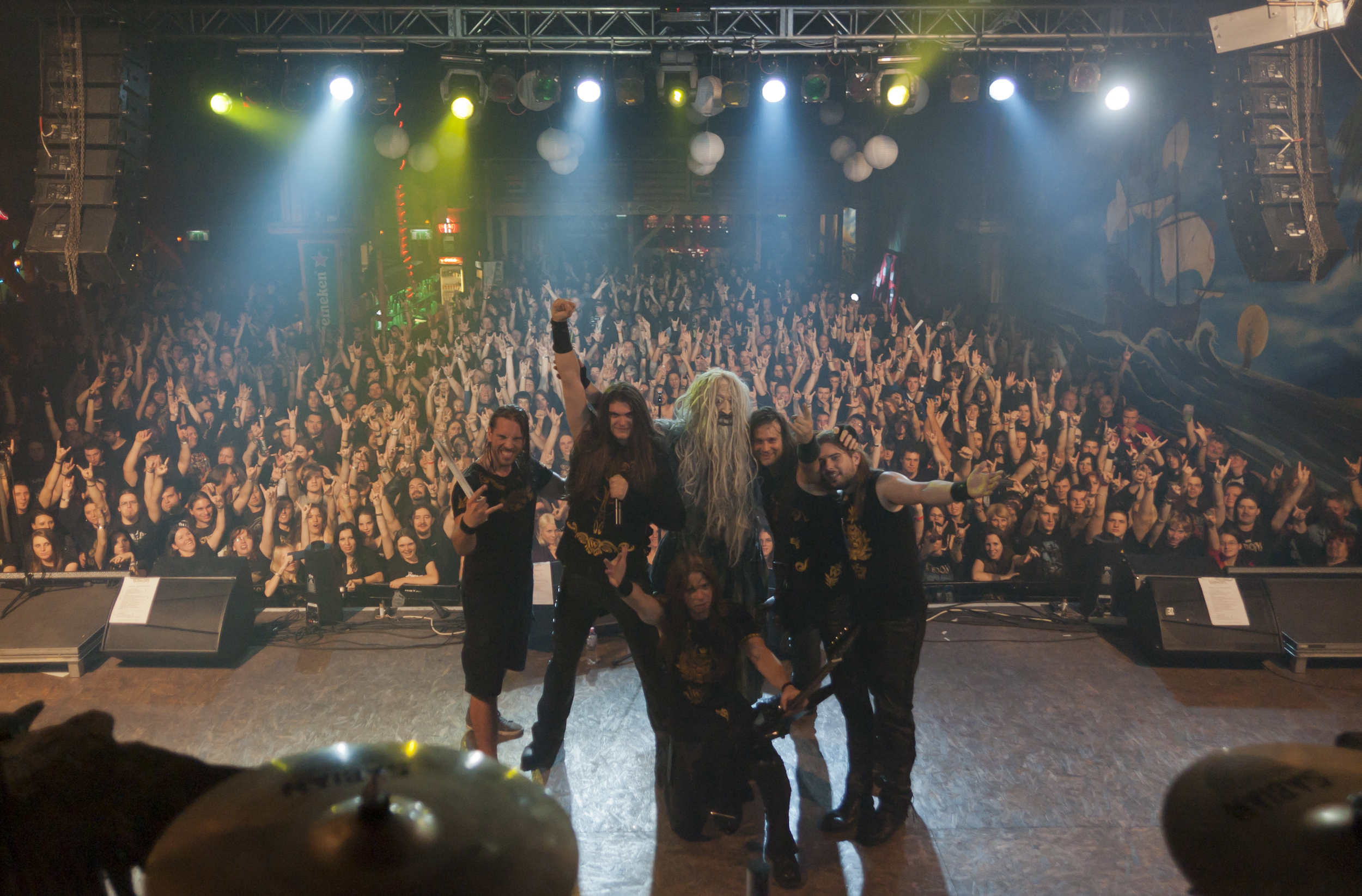
Marching For Liberty lemezbemutató koncert

A Marching For Liberty hivatalos bemutatója 2013. november 15-én volt a hetedik Keep Wiseman Alive keretei közt, Magyarországon, a budapesti Barba Negra Club színpadán. A koncerten a "Live Like a Beast", a "The Martyr" és a "My Fairytale" kivételével a teljes lemezanyag elhangzott, a "World Of The Free" pedig intróként nyitotta a műsort. A lemezbemutató turnéra 2013 októbere és novembere között került sor a német Powerwolf zenekar Wolfsnächte turnéjának vendégeként, mely Európa 9 nagyvárosát érintette.

### A lemezbemutató koncerten játszott dalok
War Of Angels / God Rest Your Soul / Somewhere Alone / Fate / Have No Fear / Fallin’ Away From Grace / King Of Death / Live Forevermore / Wake Up My Life / Marching For Liberty / Rhapsody – Holy Thunderforce / Failure Of Nature / Take Me To Neverland / Judas /// Wisdom /

## Dallista
| 1.    | World Of The Free    | Molnár Máté               | Kovács Gábor               | 0:44 |
| 2.    | Dust Of The Sun      | Ágota Balázs, Molnár Máté | Ágota Balázs, Kovács Gábor | 3:55 |
| 3.    | War Of Angels        | Molnár Máté               | Kovács Gábor               | 3:36 |
| 4.    | Failure Of Nature    | Molnár Máté               | Kovács Gábor               | 4:15 |
| 5.    | The Martyr           | Molnár Máté               | Kovács Gábor               | 3:04 |
| 6.    | God Rest Your Soul   | Molnár Máté               | Kovács Gábor               | 3:18 |
| 7.    | Take Me To Neverland | Molnár Máté               | Kovács Gábor               | 3:59 |
| 8.    | Wake Up My Life      | Molnár Máté               | Kovács Gábor               | 3:22 |
| 9.    | My Fairytale         | Molnár Máté               | Kovács Gábor               | 3:50 |
| 10.   | Have No Fear         | Molnár Máté               | Nagy Gábor, Kovács Gábor   | 4:32 |
| 11.   | Live Like A Beast    | Molnár Máté               | Kovács Gábor               | 3:42 |
| 12.   | Marching For Liberty | Molnár Máté               | Kovács Gábor               | 8:08 |
| 46:25 |                      |                           |                            |      |

## Közreműködők
Wisdom
- Nagy Gábor – ének
- Kovács Gábor – gitár
- Bodor Máté – gitár
- Molnár Máté – basszusgitár
- Ágota Balázs – dob

Technikai közreműködők
- Kovács Gábor – zenei rendező, vezető hangmérnök, mastering
- Nóniusz Gábor – hangmérnök
- Fabio Lione – vendég énekes ("Marching For Liberty")
- A la cARTe kórus – kórus
- Havancsák Gyula – borítóterv, grafika
- Wisdom photo studio – zenekarfotók